# Makoto Katsumata
Pour les articles homonymes, voir Katsumata.
 (juillet 2014).
 (septembre 2016).
Makoto Katsumata (勝俣 誠), né en 1946, est un économiste japonais. Ses domaines de spécialisation sont l'économie politique internationale, l'économie du développement et la région africaine.
Né dans la région de Tokyo, il est diplômé en 1969 de l'université Waseda. Il termine son cycle de doctorant à l'université Paris I en 1978 en économie de développement. Il travaille de 1982 à 1984 à la faculté de droit économique de l'université de Dakar au Sénégal. Depuis il est chargé de cours à la faculté d'études internationales de l'université Meiji Gakuin. Il y est également président du Centre d'études internationales sur la paix.

## Liens
- Centre d'études sur la paix internationale de l'université Meiji-Gakuin